# Kult (album)
Kult – debiutancki album zespołu Kult, po raz pierwszy wydany w roku 1987 przez firmę Polton. W 1993 roku ukazała się reedycja albumu wydana przez S.P. Records.
Nie zawierał wszystkich znanych wówczas koncertowych utworów zespołu, ponieważ były one systematycznie odrzucane przez cenzurę. W zamian zespół zamieścił inne utwory, traktujące o religii („Krew Boga”, „Mędracy”, „Zabierz mu wszystko”, „Religia Wielkiego Babilonu”), o miłości („O Ani”, zaprojektowane jako suplement do znanego „Do Ani”) czy o kontaktach międzyludzkich („Posłuchaj to do ciebie”). Akcent polityczny ogólnie został podjęty w utworze „Wspaniała nowina”, w którym mowa o bezsensownej (Socjalista nie zwycięży faszysty, faszysta – socjalisty, a Japonia nie zwycięży Rosji, a Rosja – Japonii) walce o władzę, prowadzącej do rozlewu krwi.

## Lista utworów

### Wydanie z 1987[2]roku
| Strona A | Strona A                                                             | Strona A |
| Nr       | Tytuł utworu                                                         | Długość  |
| -------- | -------------------------------------------------------------------- | -------- |
| 1.       | „Wspaniała nowina” (słowa: Kazik Staszewski, muzyka: Kult)           |          |
| 2.       | „Zabierz mu wszystko” (słowa: Kazik Staszewski, muzyka: Kult)        |          |
| 3.       | „Krew Boga” (słowa: Kazik Staszewski, muzyka: Kult)                  |          |
| 4.       | „Mędracy” (słowa: Kazik Staszewski, muzyka: Kult)                    |          |
| 5.       | „Religia Wielkiego Babilonu” (słowa: Kazik Staszewski, muzyka: Kult) |          |

| Strona B | Strona B                                                         | Strona B |
| Nr       | Tytuł utworu                                                     | Długość  |
| -------- | ---------------------------------------------------------------- | -------- |
| 1.       | „Posłuchaj to do ciebie” (słowa: Kazik Staszewski, muzyka: Kult) |          |
| 2.       | „1932 – Berlin” (słowa: Kazik Staszewski, muzyka: Kult)          |          |
| 3.       | „Konsument” (słowa: Kazik Staszewski, muzyka: Kult)              |          |
| 4.       | „Odnawianie restauracji” (słowa: Kazik Staszewski, muzyka: Kult) |          |
| 5.       | „Udana transakcja” (słowa: Kazik Staszewski, muzyka: Kult)       |          |
| 6.       | „O Ani” (słowa: Kazik Staszewski, muzyka: Kult)                  |          |

### Wydanie z 1993 roku
| Nr  | Tytuł utworu                                                         | Długość |
| --- | -------------------------------------------------------------------- | ------- |
| 1.  | „Wspaniała nowina” (słowa: Kazik Staszewski, muzyka: Kult)           | 5:17    |
| 2.  | „Zabierz mu wszystko” (słowa: Kazik Staszewski, muzyka: Kult)        | 2:59    |
| 3.  | „Krew Boga” (słowa: Kazik Staszewski, muzyka: Kult)                  | 2:45    |
| 4.  | „Mędracy” (słowa: Kazik Staszewski, muzyka: Kult)                    | 5:08    |
| 5.  | „Religia Wielkiego Babilonu” (słowa: Kazik Staszewski, muzyka: Kult) | 3:54    |
| 6.  | „Posłuchaj to do ciebie” (słowa: Kazik Staszewski, muzyka: Kult)     | 2:27    |
| 7.  | „1932 – Berlin” (słowa: Kazik Staszewski, muzyka: Kult)              | 3:06    |
| 8.  | „Konsument” (słowa: Kazik Staszewski, muzyka: Kult)                  | 2:48    |
| 9.  | „Odnawianie restauracji” (słowa: Kazik Staszewski, muzyka: Kult)     | 1:05    |
| 10. | „Udana transakcja” (słowa: Kazik Staszewski, muzyka: Kult)           | 4:34    |
| 11. | „O Ani” (słowa: Kazik Staszewski, muzyka: Kult)                      | 3:10    |
| 12. | „Dom wschodzącego słońca” (trad.)                                    | 3:52    |
|     |                                                                      | 41:05   |

## Wykonawcy
- Kazik Staszewski – saksofon, śpiew
- Janusz Grudziński – gitara, instrumenty klawiszowe
- Ireneusz Wereński – gitara basowa
- Paweł Szanajca – saksofon
- Tadeusz Kisieliński – perkusja

- Wojciech Przybylski – realizacja
- Piotr Młodożeniec – okładka